# 弗丽达·斯文松
弗丽达·斯文松（瑞典語：Frida Svensson，1981年8月18日—），瑞典女子赛艇运动员。她曾代表瑞典参加世界赛艇锦标赛，获得一枚金牌和一枚铜牌。她也曾参加2004年、2008年和2012年夏季奥运会。